# Gasifred Atlético FS
El Unión Deportiva Ibiza Gasifred Fútbol Sala es un equipo de fútbol sala de Ibiza, Baleares(España) fundado en 1988. Actualmente juega en la Segunda División de la LNFS.

## Ascenso 22/23
Tras ganar la liga del grupo 3 de Segunda División B clasificaron a los play-off de ascenso, donde tras unos increíbles encuentros y en la final vencer por 7-3 al Salesianos Tenerife en Blanca Dona lograron volver a la segunda categoría nacional.